# Redstone (Kolorado)
Redstone – jednostka osadnicza w Stanach Zjednoczonych, w stanie Kolorado, w hrabstwie Pitkin.